# Psi Serpentis
Psi Serpentis (ψ Ser / 23 Serpentis / HD 140538) és un estel de magnitud aparent +5,88 situat a Serpens Caput —el cap de la serp—, dins la constel·lació del Serpent.
Situada a 47,9 anys llum del sistema solar, Psi Serpentis és una nana groga de tipus espectral G2.5V —catalogada també com a G5V— que amb característiques semblants a les del Sol la converteixen en un anàleg solar. Amb una temperatura efectiva de 5691 K, la seva lluminositat correspon al 89% de la lluminositat solar. Quant a grandària i massa, els seus paràmetres són només lleugerament menors que els de el nostre estel, en tots dos casos un 2% per sota. L'edat de Psi Serpentis és imprecisa, i està situada dins de l'ampli rang que va de 2300 a 9100 milions d'anys; un estudi assenyala 2800 milions d'anys com la seva edat més probable, cosa per la qual pot ser un estel significativament més jove que el Sol. La seua metal·licitat és molt semblant a la solar ([Fe/H] = +0,05). Diversos elements avaluats, tals com a sodi, silici, titani i níquel, presenten nivells molt semblants als del nostre estel.
Psi Serpentis forma un sistema binari amb una tènue companya de magnitud 12. La separació visual entre elles és de 4,2 segons d'arc, cosa que implica una separació real d'almenys 61 UA.